# Коламбія (Алабама)
Коламбія (англ. Columbia) — місто (англ. town) в США, в окрузі Г'юстон штату Алабама. Населення — 690 осіб (2020).

## Географія
Коламбія розташована за координатами 31°17′43″ пн. ш. 85°6′37″ зх. д. / 31.29528° пн. ш. 85.11028° зх. д. (31.295351, -85.110202).  За даними Бюро перепису населення США в 2010 році місто мало площу 10,35 км², з яких 10,18 км² — суходіл та 0,17 км² — водойми.

## Демографія
Згідно з переписом 2010 року, у місті мешкало 740 осіб у 331 домогосподарстві у складі 207 родин. Густота населення становила 71 особа/км².  Було 403 помешкання (39/км²).
Расовий склад населення:
| - 77,0 % — білих - 21,1 % — чорних або афроамериканців - 0,4 % — корінних американців |

До двох чи більше рас належало 1,4 %. Частка іспаномовних становила 0,4 % від усіх жителів.
За віковим діапазоном населення розподілялося таким чином: 22,8 % — особи молодші 18 років, 57,1 % — особи у віці 18—64 років, 20,1 % — особи у віці 65 років та старші. Медіана віку мешканця становила 45,4 року. На 100 осіб жіночої статі у місті припадало 93,2 чоловіків;  на 100 жінок у віці від 18 років та старших — 88,4 чоловіків також старших 18 років.
Середній дохід на одне домашнє господарство  становив 41 124 долари США (медіана — 31 806), а середній дохід на одну сім'ю — 50 902 долари (медіана — 39 583). Медіана доходів становила 46 750 доларів для чоловіків та 26 071 долар для жінок. За межею бідності перебувало 20,1 % осіб, у тому числі 26,4 % дітей у віці до 18 років та 12,3 % осіб у віці 65 років та старших.
Цивільне працевлаштоване населення становило 230 осіб. Основні галузі зайнятості: транспорт — 18,3 %, освіта, охорона здоров'я та соціальна допомога — 17,4 %, роздрібна торгівля — 16,1 %.

## Галерея

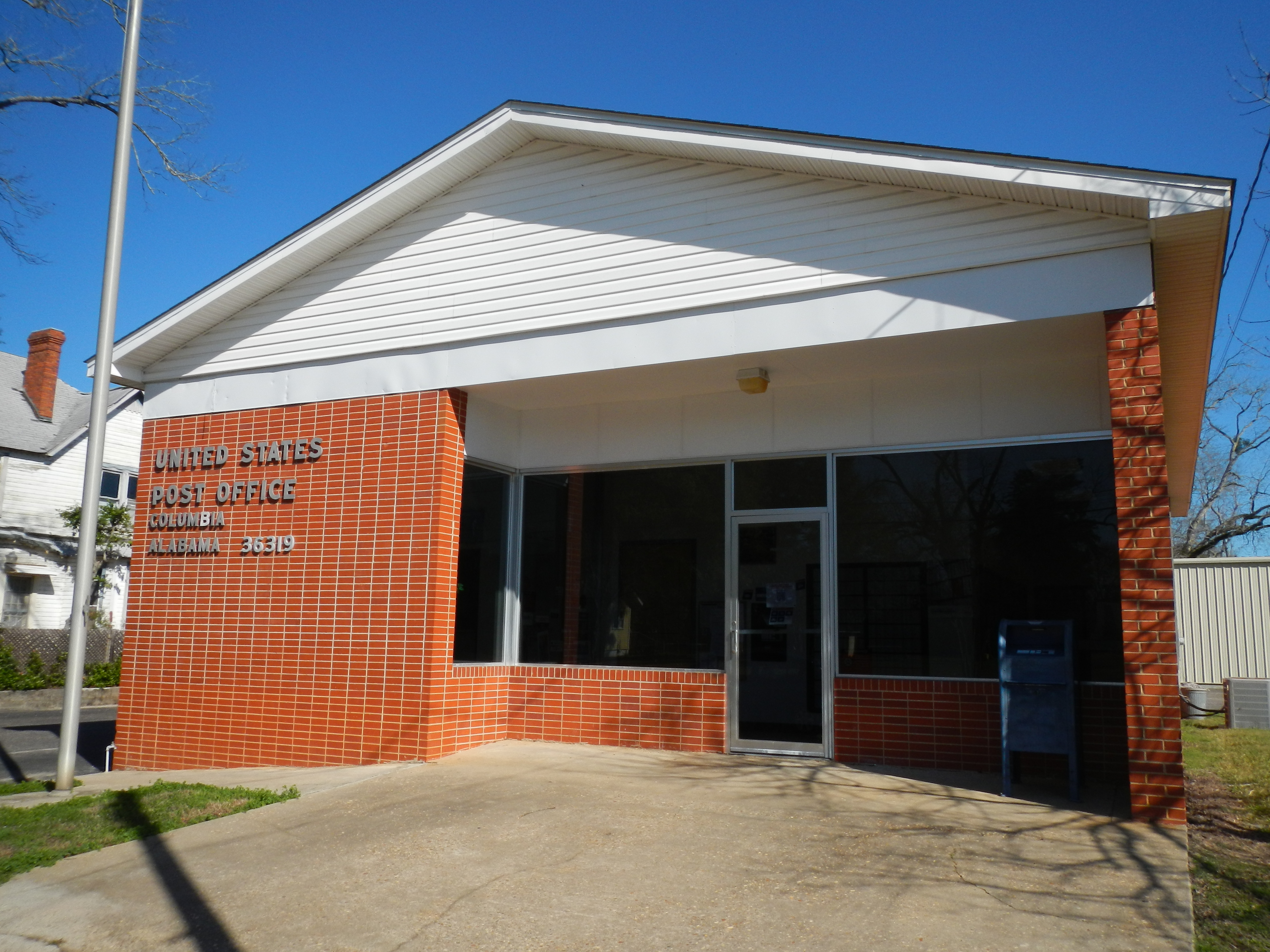
Пошта Коламбії
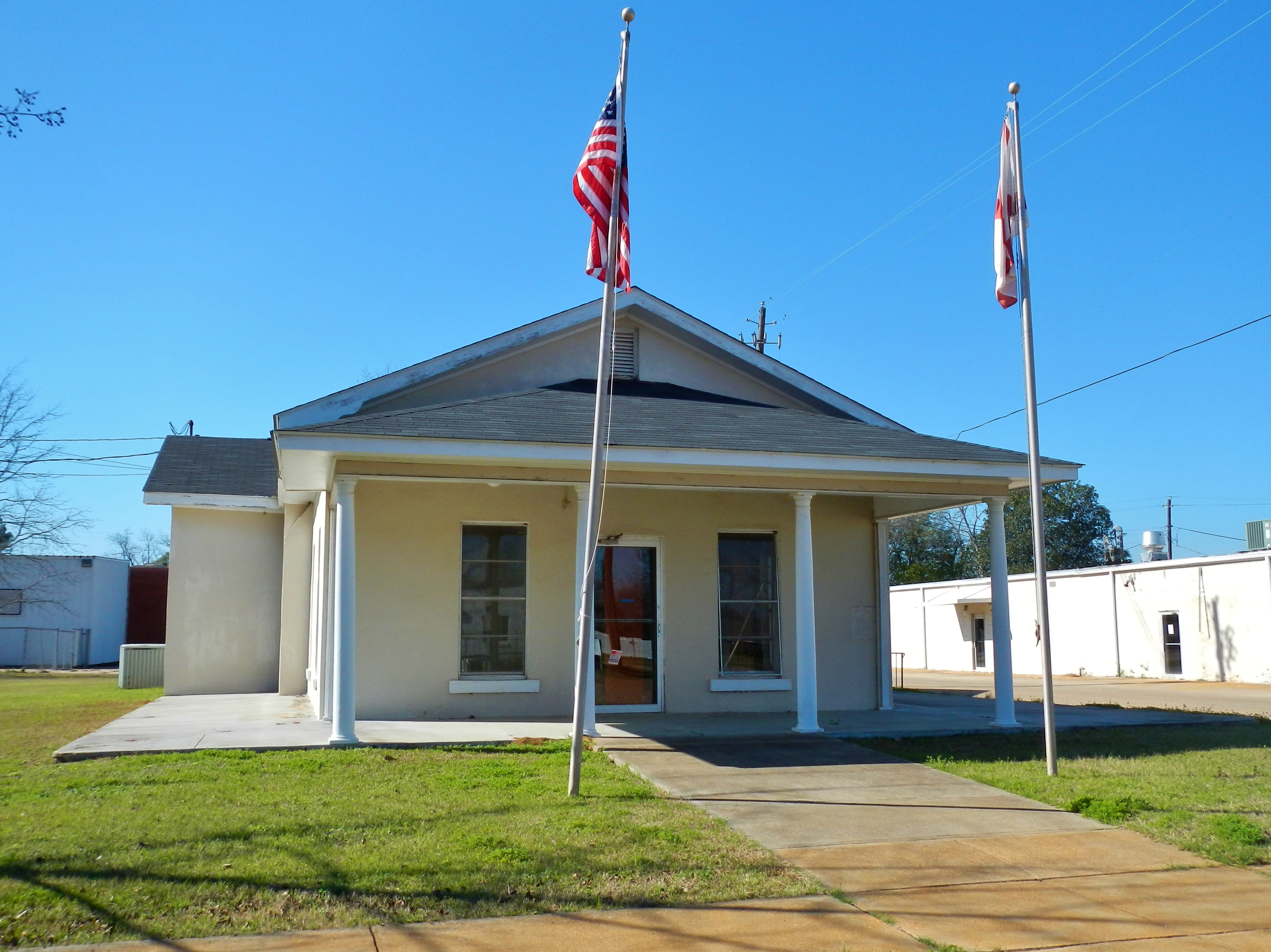
Публічна бібліотека Розі Парселл
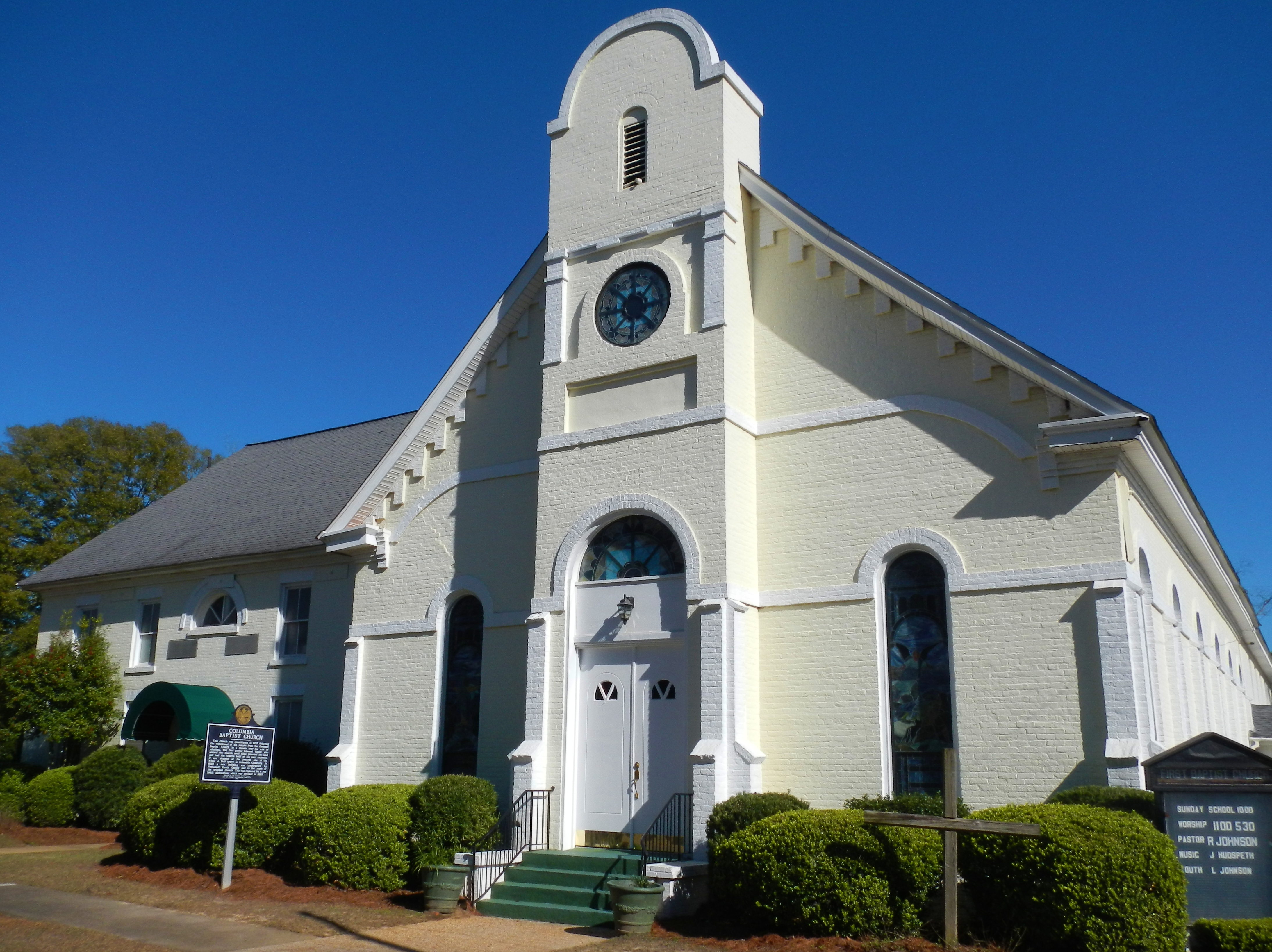
Перша баптистська церква Коламбії
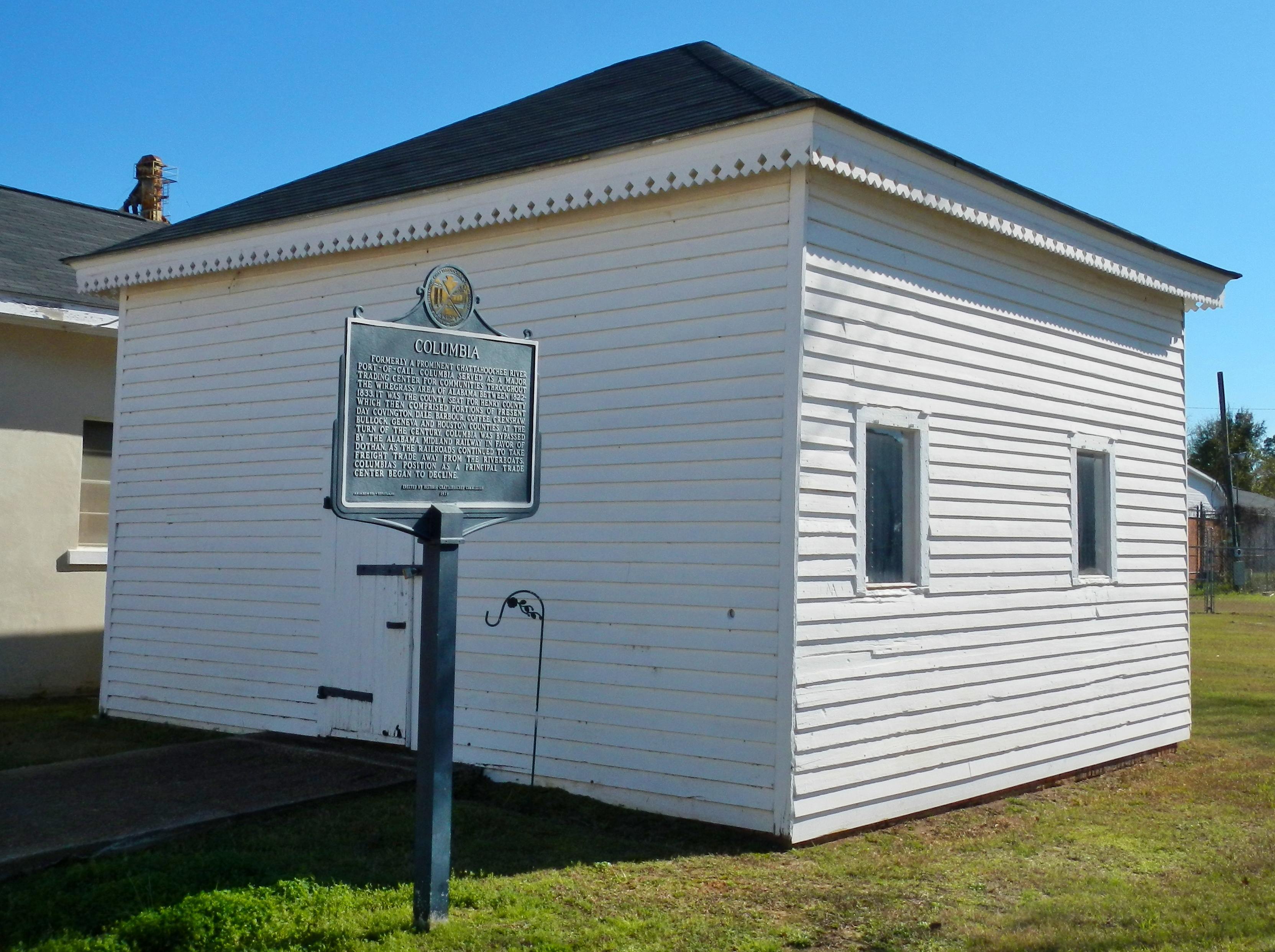
Стара в'язниця
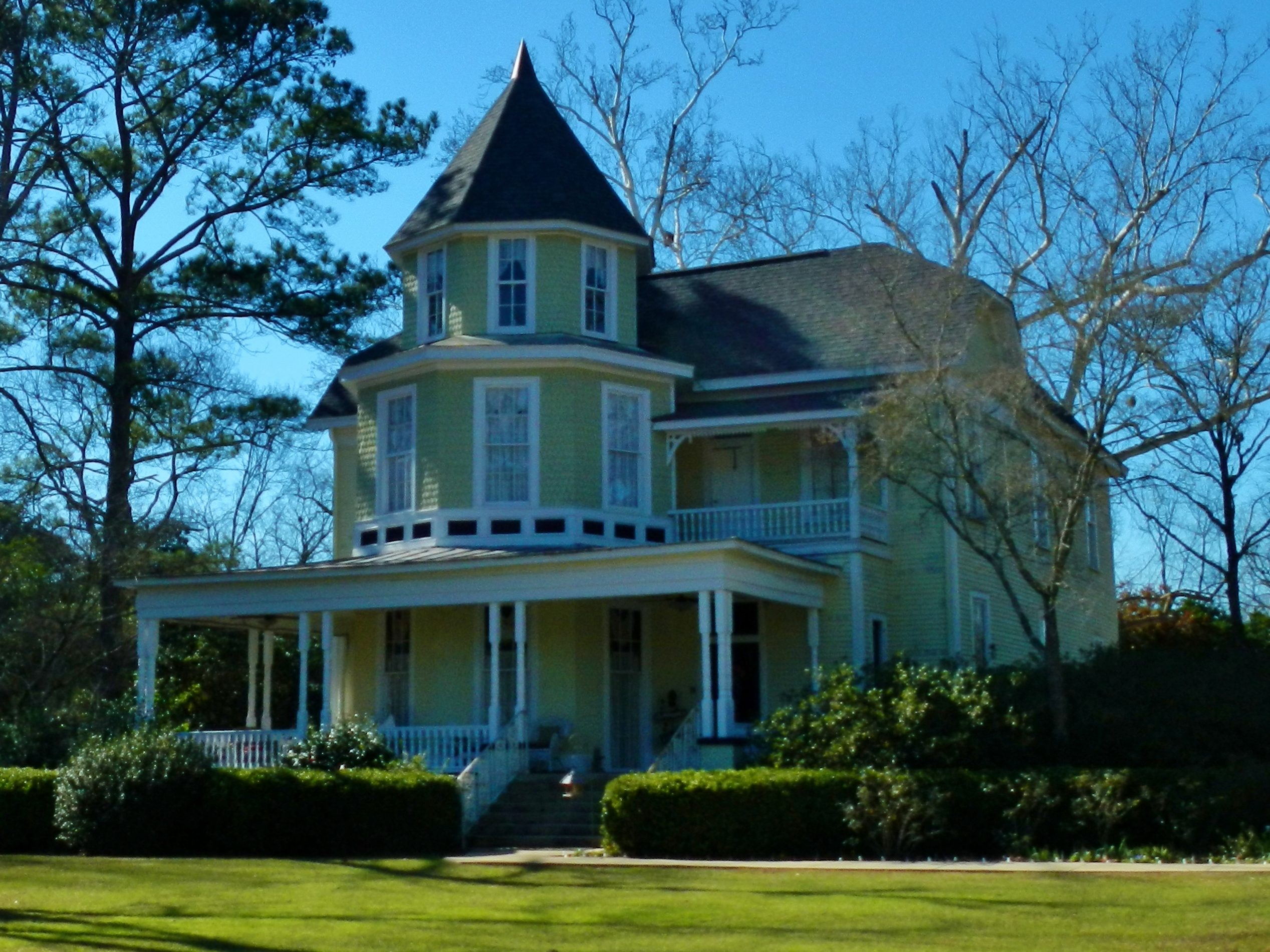
Дім Парсел-Кіллінгсворт